# The Night Before (singolo Hooverphonic)
The Night Before è un singolo del gruppo musicale pop belga Hooverphonic, pubblicato il 30 giugno 2011 per l'etichetta discografica Columbia.
Il brano è stato scritto da Raymond Geerts e Alex Callier e prodotto da quest'ultimo, ed è stato estratto dall'omonimo album The Night Before. È stato pubblicato come singolo promozionale il 25 novembre 2010, entrando nelle classifiche di Belgio e Paesi Bassi.

## Tracce
Promo - Digital (Columbia - (Sony) [be])
1. The Night Before - 2:49

## Classifiche
| Paese             | Posizione raggiunta |
| ----------------- | ------------------- |
| Belgio (Fiandre)  | 3                   |
| Belgio (Vallonia) | 5                   |
| Paesi Bassi       | 97                  |